# Districtul Seggana
Seggana este un district din provincia Batna, Algeria.